# Prieuré de Bernardfagne
Le prieuré de Bernardfagne est un établissement religieux ayant existé entre 1155 et 1797, d'abord sous la forme d'un ermitage hospitalier, lequel se transforme en prieuré guillemite en 1248. Il était situé à Saint-Roch, en Belgique, dans la province de Liège.
Le prieuré ferme en 1794 et les bâtiments sont vendus comme biens nationaux.
Ces bâtiments sont rachetés par l'évêché de Liège en 1819 pour y ouvrir un petit séminaire. À partir de 2017, ils abritent le collège Saint-Roch.

## Situation géographique
Le prieuré de Bernardfagne est situé à Saint-Roch, à 41 km au sud de Liège, en Belgique, dans la province de Liège.

## Historique
L'ermitage chrétien d'origine est fondé par Adélard de Roanne vers 1155. Il se transforme en prieuré guillemite en 1248. Devenu un florissant monastère, il est fermé en 1794 et les bâtiments sont vendus comme biens nationaux le 2 décembre 1797.

## Patrimoine
Les constructions datent des XVIIe et XVIIIe siècles. On y distingue :
- le porche d'entrée datant de 1716 ;
- le bâtiment principal à fronton (1722) portant les armes du prieur Klonkart (1714-1729). L'aile droite, de 1677, porte les armes du prieur Heddebaut, tandis que l'aile gauche est due au prieur Nicolas de Presseux (1688-1714). La girouette s'orne des armes de ce dernier. Son portrait est conservé au prieuré, de même que celui de Klonkart, à qui l'on doit la décoration intérieure, notamment celle d'une grande salle avec boiseries, peintures et cheminées. Cette salle comporte ses chiffres et armes ;
- le cloître datant de 1722.

## Aujourd'hui
Le Petit séminaire fondé en 1820 dans les bâtiments de l'ancien monastère guillemite est rapidement fermé (1825) par Guillaume, roi des Pays-Bas, et rouvert après l'indépendance de la Belgique (1837).  Fonctionnant comme petit séminaire de 1853 à la fin du XXe siècle l'institution se développe considérablement - de nombreux nouveaux bâtiments - et devient le 'collège Saint-Roch', une institution catholique d'enseignement secondaire et secondaire supérieur. L'internat est fermé.